# Rogaška Slatina
Rogaška Slatina este un oraș din comuna Rogaška Slatina, Slovenia, cu o populație de 4.801 locuitori.